# Fever to Tell
Fever to Tell är Yeah Yeah Yeahs debutalbum, släppt den 29 april 2003 på Interscope Records. Albumet producerades av David Andrew Sitek och mixades av Alan Moulder.
Musikalbumet nominerades för en Grammy för Best Alternative Music Album. Musikvideon för låten Maps nominerades 2004 för MTV Video Music Awards för Best Art Direction, Best Cinematography samt MTV2 Award. New York Times valde albumet som "Album of the Year".

## Låtlista
Alla låtar är skrivna av Yeah Yeah Yeahs
1. "Rich" – 3:36
2. "Date with the Night" – 2:35
3. "Man" – 1:49
4. "Tick" – 1:49
5. "Black Tongue" – 2:59
6. "Pin" – 1:59
7. "Cold Light" – 2:16
8. "No No No" – 5:14
9. "Maps" – 3:39
10. "Y Control" – 4:00
11. "Modern Romance" – 7:28
  - Efter en kort paus kommer det dolda spåret "Poor Song"
12. "Yeah! New York" – 2:05 (Bonuslåt på den brittiska utgåvan)

## Personer
- Brian Chase - trummor
- Nick Zanner - gitarr och trummaskin
- Karen O - sång

## Produktion
- Producenter: David Andrew Sitek, Yeah Yeah Yeah
- Postproduktion: Chris Coady
- Editor: Roger Lian
- Mixare: Alan Moulder, David Andrew Sitek
- Assistens: Rick Levy
- Mastering: Howie Weinberg
- Omslag: Cody Critcheloe